# Carl Johan Walleen

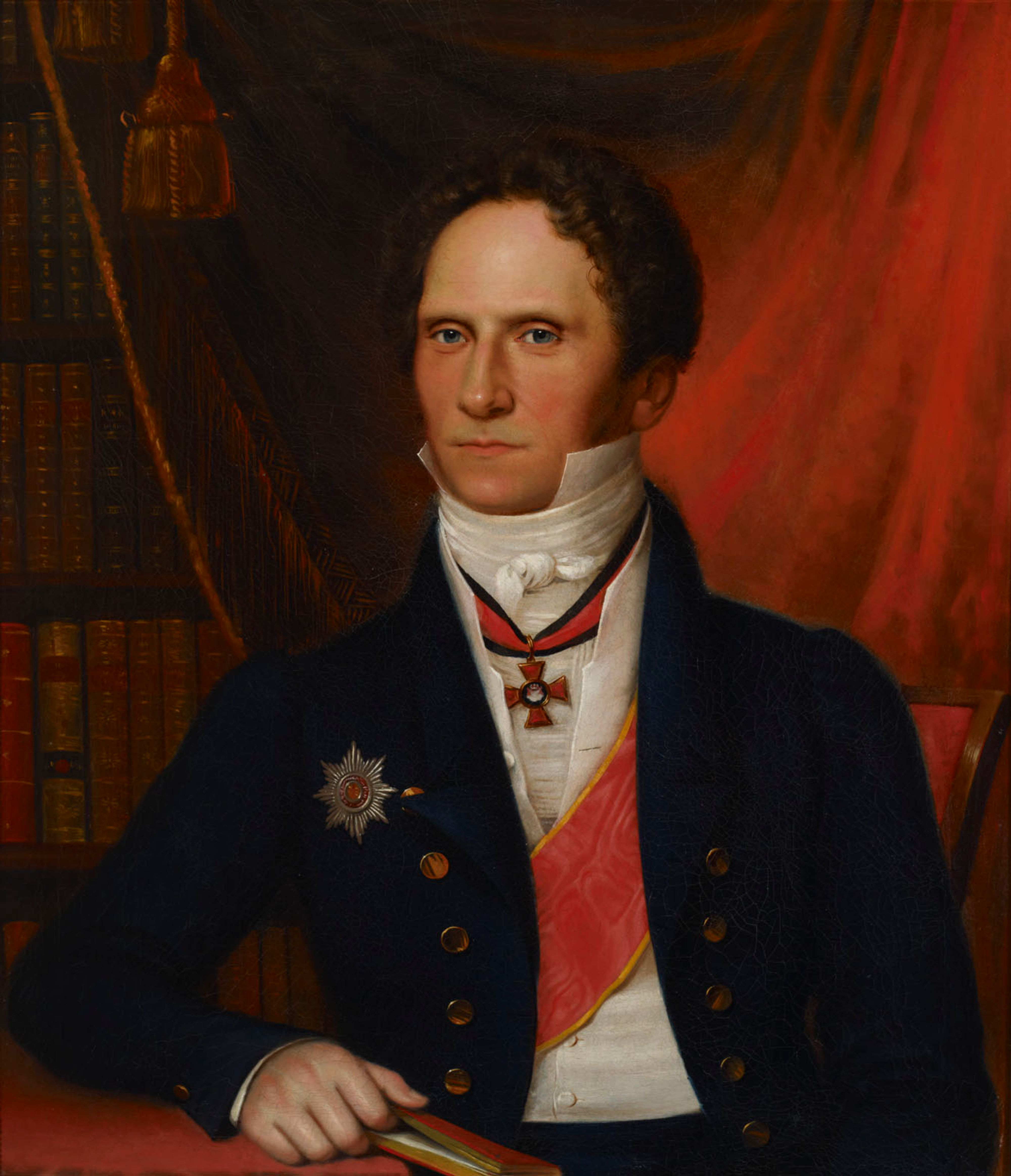
Carl Johan Walleen.

Carl Johan Walleen, född 5 september 1781, död 21 mars 1867 på Villa Hagasund vid Helsingfors, var en finländsk friherre och ämbetsman. 

## Biografi
Walleen blev 1795 student vid Kungliga Akademien i Åbo, 1796 auskultant och 1809 sekreterare i Åbo hovrätt, kallades samma år till Sankt Petersburg för att biträda vid finländska ärendenas föredragning hos tsaren samt utsågs 1811 till ledamot i den nyorganiserade kommittén for finländska ärendena i Sankt Petersburg, varjämte han handhade andra ämbetsvärv, bl.a. lagman i Nylands och Tavastehus lagsaga. 
Walleen återvände 1816 till Finland som landshövding i Viborg, adlades samma år, blev 1820 chef för kansliexpeditionen i senaten och var 1822–54 prokurator i senaten, erhöll därunder geheimeråds titel (1832) och fick vid sin avgång friherrlig värdighet. Som prokurator uttalade han sig 1827 mot det ifrågasatta avskiljandet av några karelska socknar från storfurstendömet, varefter projektet förföll. 
Från 1835 var Walleen ordförande i den så kallade lagkommissionen, som hade i uppdrag att utarbeta ett "Systematiskt sammandrag av gällande stadganden rörande Finlands lagskipning och civila administration". Som frukter av kommissionens arbete utkom 1855–58 Samling af de i storfurstendömet Finland gällande och intill år 1855 utkomne författningar, hvilka ändra eller förklara landets allmänna lag (två delar i kronologisk uppställning) och Förslag till ekonomi- och politilag för storfurstendömet Finland (tre delar), varje del med ett band bilagor, i systematisk uppställning. 
År 1840 promoverades Walleen till juris hedersdoktor. Han deltog i Finska konstföreningens grundläggning och var dess förste ordförande 1846–49. Han författade Valerie eller Gustaf Linars bref till Ernst G. Öfversättning (i två delar, 1816). En styv- och adoptivson till honom var ministerstatssekreteraren friherre Emil Stjernvall-Walleen.